# Metalogy
Metalogy è un CD box set della band heavy metal Judas Priest, pubblicato l'11 maggio 2004.

## Tracce

### Disco 1
1. "Never Satisfied" (Al Atkins, Downing) - 4:52
2. "Deceiver" - 2:40
3. "Tyrant" (Halford, Tipton) - 4:39
4. "Victim of Changes" (Live) (Atkins, Halford, Downing, Tipton) - 7:11
5. "Diamonds & Rust" (Live) (Joan Baez) - 3:28
6. "Starbreaker" (Live) - 7:19
7. "Sinner" (Halford, Tipton) - 6:43
8. "Let Us Prey/Call for the Priest" - 6:12
9. "Dissident Aggressor" - 3:02
10. "Exciter" (Halford, Tipton) - 5:33
11. "Beyond the Realms of Death" (Halford, Les Binks) - 6:51
12. "Better By You, Better Than Me" (Gary Wright) - 5:19
13. "Invader" (Halford, Tipton, Ian Hill) - 4:10
14. "Stained Class" (Halford, Tipton) - 5:12
15. "The Green Manalishi (With the Two Pronged Crown)" (Live) (Peter Green) - 4:42

### Disco 2
1. "Killing Machine" (Tipton) - 3:02
2. "Evening Star" (Halford, Tipton) - 4:06
3. "Take on the World" (Halford, Tipton) - 3:03
4. "Delivering the Goods" - 4:16
5. "Evil Fantasies" - 4:13
6. "Hell Bent for Leather (Tipton) - 2:40
7. "Breaking the Law" (Live) - 2:45
8. "Living After Midnight" - 3:30
9. "Rapid Fire" - 4:00
10. "Metal Gods" - 4:04
11. "Grinder" (Live) - 4:21
12. "The Rage" - 4:44
13. "Heading Out to the Highway - 3:45
14. "Hot Rockin'" (Live) - 3:28
15. "Troubleshooter" - 3:47
16. "Solar Angels" - 4:04
17. "Desert Plains" - 4:36
18. "The Hellion/Electric Eye" - 4:20
19. "Screaming for Vengeance" - 4:43

### Disco 3
1. "Riding on the Wind" - 3:07
2. "Bloodstone" - 3:52
3. "You've Got Another Thing Comin'" - 5:09
4. "Devil's Child" - 4:48
5. "Freewheel Burning" - 4:42
6. "Jawbreaker" - 3:25
7. "The Sentinel" - 5:24
8. "Love Bites" (Live) - 5:37
9. "Eat Me Alive" - 3:31
10. "Some Heads Are Gonna Roll" (Bob Halligan, Jr) - 4:05
11. "Rock Hard Ride Free" - 5:00
12. "Night Comes Down" - 4:00
13. "Turbo Lover" - 5:33
14. "Private Property" - 4:29
15. "Parental Guidance" - 3:35
16. "Out in the Cold" - 6:27
17. "Heart of a Lion" - 3:53

### Disco 4
1. "Ram it Down" - 4:48
2. "Heavy Metal" - 5:58
3. "Come and Get it" - 4:05
4. "Blood Red Skies" - 7:05
5. "Painkiller" - 6:06
6. "Between the Hammer & the Anvil" - 4:48
7. "A Touch of Evil" (Halford, Downing, Tipton, Chris Tsangarides) - 5:54
8. "Metal Meltdown" - 4:47
9. "Night Crawler" - 5:44
10. "All Guns Blazing" - 3:57
11. "Jugulator" (Downing, Tipton) - 5:50
12. "Blood Stained" (Downing, Tipton) - 5:26
13. "Machine Man" (Tipton) - 5:15
14. "Feed on Me" (Tipton) - 5:28

### Disco 5 (Live Vengeance '82 DVD)
1. "The Hellion/Electric Eye"
2. "Riding on the Wind"
3. "Heading Out to the Highway"
4. "Metal Gods"
5. "Bloodstone"
6. "Breaking the Law"
7. "The Sinner"
8. "Desert Plains"
9. "The Ripper"
10. "Diamonds & Rust"
11. "Devil's Child"
12. "Screaming for Vengeance"
13. "You've Got Another Thing Comin'"
14. "Victim of Changes"
15. "Living After Midnight"
16. "The Green Manalishi (With the Two Pronged Crown)"
17. "Hell Bent for Leather"